# Modou Sowe
Modou Sowe (ur. 25 listopada 1963 roku) – gambijski sędzia piłkarski.
Sędzia międzynarodowy FIFA od 1998 roku. Na stałe mieszka w mieście Bandżul, gdzie prowadzi własną firmę drukarską.

## Turnieje międzynarodowe
- Puchar Narodów Afryki (2004, 2006, 2008)
- Mistrzostwa Europy U-17 (2004)

## Inne
- Sędziował drugi mecz finału Pucharu Konfederacji CAF w 2007 roku (Club Sportif Sfaxien - Al Marreekh Omdurman 1:0)
- Podczas Pucharu Narodów Afryki w 2004 roku sędziował mecz o trzecie miejsce (Nigeria - Mali 2:1)
- Znalazł się na szerokiej liście kandydatów przed Mistrzostwami Świata w 2006 roku, lecz nie przeszedł badań sprawnościowych.